# Cristian Moldovan
Claudiu Cristian Moldovan (Târgu Mureș, 20 de septiembre de 1976) es un entrenador rumano de gimnasia aeróbica. Tuvo una carrera cargada de éxitos, como ganar medalla en siete campeonatos del mundo (tres de oro, dos de plata y dos de bronce) y dos campeonatos de Europa (una medalla de oro y una de bronce). Tras retirarse de la gimnasia aeróbica ha sido entrenador de la selección nacional júnior femenina de gimnasia artística de Rumanía. Entre los muchos gimnastas que pasaron por sus manos, destacan Diana Chelaru, Larisa Iordache y Diana Bulimar.